# Венелин (село)
Венелин (болг. Венелин) — село в Болгарии. Находится в Варненской области, входит в общину Долни-Чифлик. Население составляет 857 человек.

## Политическая ситуация
В местном кметстве Венелин, в состав которого входит Венелин, должность кмета (старосты) исполняет Иван Дойнов Иванов (Земледельческий народный союз (ЗНС)) по результатам выборов.
Кмет (мэр) общины Долни-Чифлик — Борислав Николаев Натов (независимый) по результатам выборов.